# Triều Ca
Triều Ca (tiếng Hán: 朝歌) là kinh đô cuối của nhà Thương trong lịch sử Trung Quốc, sau trở thành kinh đô của nước Vệ - một chư hầu của nhà Chu. Hiện nằm tại huyện Kỳ, thành phố Hạc Bích, tỉnh Hà Nam, Trung Quốc.